# جون كوران (مخرج أفلام)
جون كوران (بالإنجليزية: John Curran)‏ (و. 1960  م) هو مخرج أفلام، وكاتب سيناريو أمريكي، ولد في أوتيكا، نيويورك.

## التعليم
تعلم في جامعة سيراكيوز
.

## وصلات خارجية
- جون كوران على موقع IMDb (الإنجليزية)
- جون كوران على موقع ألو سيني (الفرنسية)
- جون كوران على موقع أول موفي (الإنجليزية)
- جون كوران على موقع بوكس أوفيس موجو (الإنجليزية)
- جون كوران على موقع قاعدة بيانات الأفلام السويدية (السويدية)
- جون كوران على موقع قاعدة بيانات الفيلم (الإنجليزية)
- جون كوران على موقع كينوبويسك (الروسية)